# Natura contro
Natura contro, noto anche come Paradiso infernale, è un film del 1988 diretto da Antonio Climati.
Uscito nel maggio del 1988, viene considerato il film che ha posto fine al genere cannibalesco italiano, in voga negli anni settanta ed ottanta.

## Trama
Un gruppo di studenti universitari si mette alla ricerca di un professore scomparso. L'ultimo, debole indizio che l'uomo ha lasciato li porta nella giungla amazzonica, dove troveranno alcuni cannibali che li imprigionano.

## Produzione
Nonostante venga trasmesso con un divieto ai minori di 14 anni, il film non contiene livelli elevati di violenza, al contrario di ciò che accadeva negli altri film appartenenti a questo filone. In questi ultimi le violenze vere sugli animali erano frequentissime, mentre non ve n'è traccia in Natura contro.
La produzione venne affidata alla società Reteitalia, all'epoca specializzata nella produzione di film TV di vario genere per le neonate reti Mediaset. Originariamente prodotto come film televisivo, il film ha avuto anche una fugace distribuzione nelle sale a cura della Medusa Distribuzione.
Solo nel 2002 uscì anche in Gran Bretagna per l'etichetta VIPCO, sotto il titolo Cannibal Holocaust 2, rifacendosi così al film scandalo di Ruggero Deodato Cannibal Holocaust, che però non ha alcun legame con Natura contro.